# Muriqui
Luiz Guilherme da Conceição Silva (Mangaratiba, 16 juni 1986) is een Braziliaans voetballer die als aanvaller onder de naam Muriqui speelt.

## Clubloopbaan
Muriqui stond onder contract bij Madureira en Desportivo Brasil en werd verhuurd aan vele clubs. Vanaf 2009 brak hij door bij Avaí en Atlético Mineiro en sinds 2010 speelt hij in China voor Guangzhou Evergrande waar hij een veelscorende spits werd. In 2014 ging hij in Qatar voor Al-Sadd spelen. In maart 2016 ging hij tot het einde van dat jaar voor FC Tokyo in Japan spelen. In 2017 komt hij uit voor Vasco da Gama. Hij keerde dat jaar terug bij Guangzhou Evergrande. In 2018 ging hij voor Meizhou Meixian Techand spelen en in 2019 komt hij uit voor Shijiazhuang Ever Bright. Eind 2021 keerde hij terug naar Brazilië waar hij in 2022 voor Avaí ging spelen.

## Erelijst
- Campeonato Mineiro: 2010
- Chinese Football Association Super League: 2011, 2012, 2013, 2017
- Chinese Football Association Jia League: 2010
- Chinese voetbalbeker: 2012
- Chinese supercup: 2012
- AFC Champions League: 2013
- Qatar Sheikh Jassem Cup: 2014
- Emir of Qatar Cup: 2015